# Брадешти (Васлуј)
Брадешти (рум. Brădești) насеље је у Румунији у округу Васлуј у општини Виндереј. Oпштина се налази на надморској висини од 277 m.

## Становништво
Према подацима из 2002. године у насељу је живело 656 становника, од којих су сви румунске националности.